# Evil or Divine – Live in New York City
Az Evil or Divine – Live in New York City az amerikai Dio heavy metal zenekar harmadik koncertlemeze. A felvételek a zenekar 2002-es New York-i fellépésén készültek. Koncert DVD formájában is megjelent.

## Az album dalai
|     | Cím                                           | Szerző(k)                                                                          | Hossz |
| --- | --------------------------------------------- | ---------------------------------------------------------------------------------- | ----- |
| 1.  | Killing the Dragon                            | Jimmy Bain, Ronnie James Dio                                                       | 5:15  |
| 2.  | Egypt (The Chains Are On)/Children of the Sea | Vinny Appice, Bain, Vivian Campbell, Dio/Geezer Butler, Dio, Tony Iommi, Bill Ward | 8:46  |
| 3.  | Push                                          | Bain, Dio, Craig Goldy                                                             | 5:47  |
| 4.  | Drum Solo (csak a DVD-n)                      |                                                                                    | 4:36  |
| 5.  | Stand Up and Shout                            | Bain, Dio                                                                          | 4:03  |
| 6.  | Rock & Roll                                   | Bain, Dio, Goldy                                                                   | 5:58  |
| 7.  | Don't Talk to Strangers                       | Dio                                                                                | 6:38  |
| 8.  | Man on the Silver Mountain                    | Ritchie Blackmore, Dio                                                             | 3:07  |
| 9.  | Guitar Solo                                   |                                                                                    | 8:51  |
| 10. | Long Live Rock and Roll                       | Blackmore, Dio                                                                     | 5:02  |
| 11. | Lord of the Last Day (csak a DVD-n)           | Dio, Goldy                                                                         | 4:25  |
| 12. | Fever Dreams                                  | Dio                                                                                | 4:38  |
| 13. | Holy Diver                                    | Dio                                                                                | 5:25  |
| 14. | Heaven and Hell                               | Butler, Dio, Iommi, Ward                                                           | 7:12  |
| 15. | The Last in Line                              | Bain, Campbell, Dio                                                                | 8:40  |
| 16. | Rainbow in the Dark                           | Appice, Bain, Campbell, Dio                                                        | 6:01  |
| 17. | We Rock                                       | Dio                                                                                | 6:10  |

## Közreműködők
- Ronnie James Dio – ének
- Doug Aldrich – gitár
- Jimmy Bain – basszusgitár
- Scott Warren – billentyűk
- Simon Wright – dob